# Écran pare-fumée

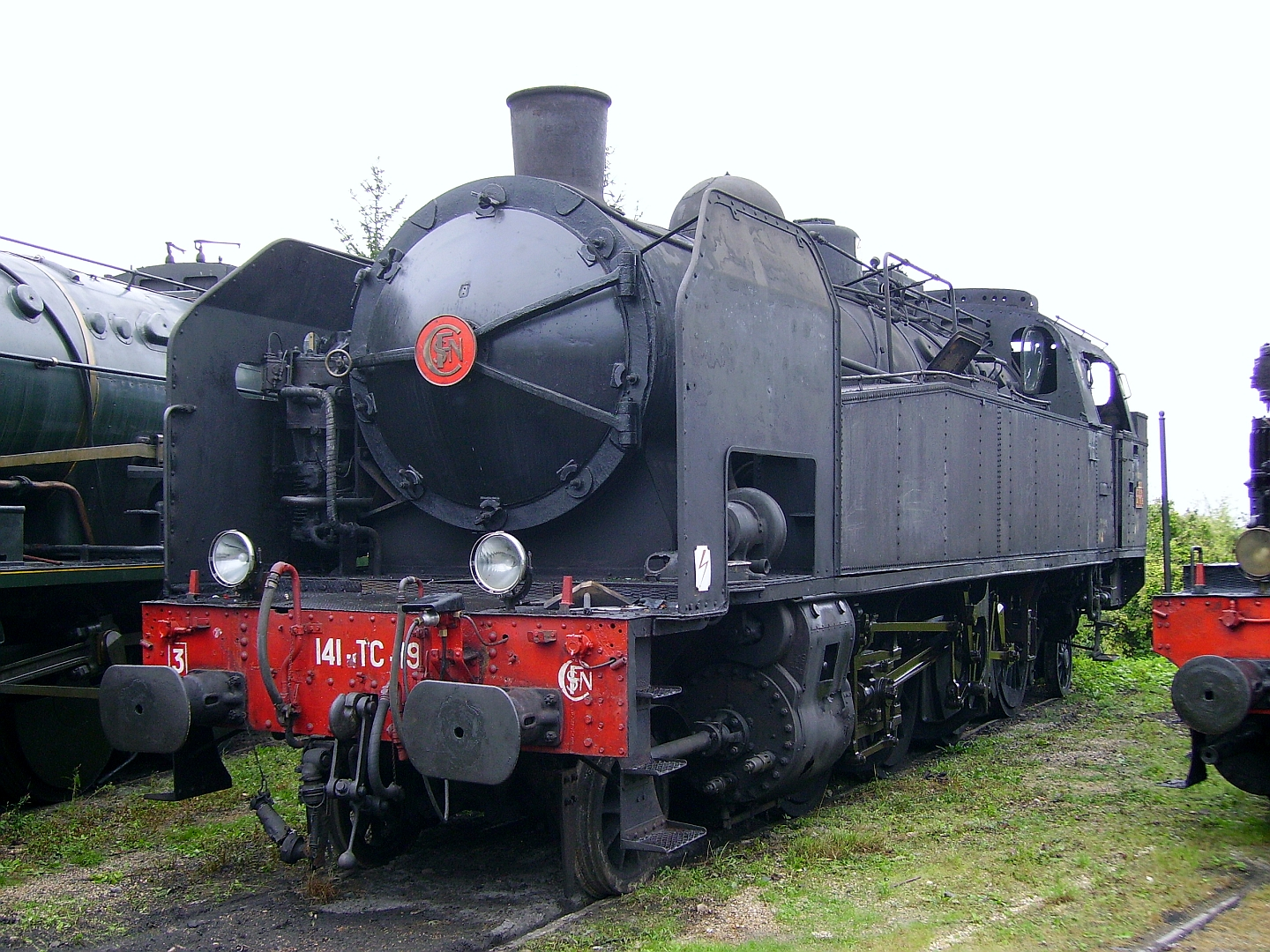
Locomotive-tender 3-141 TC de la SNCF équipée d’écrans pare-fumée.

Les écrans pare-fumée, autrefois appelés écrans parafumées ou écrans para-fumée, sont des panneaux en tôle placés verticalement à l'avant des locomotives à vapeur de chaque côtés, afin de limiter le rabattement des fumées sur la cabine de conduite, pour que le machiniste-conducteur ne soit pas gêné par la fumée.

## Description
La forme des écrans pare-fumée, associée à la vitesse de la locomotive, crée un flux d'air en légère surpression, dirigé vers la cabine, obligeant la fumée à monter et limitant sa possibilité de redescendre.
Les écrans étaient de tailles et de formes diverses suivant les réseaux et les caractéristiques des machines, forme du tablier, position des cylindres, etc. Les variations sont nombreuses, par exemple sur les 1- et 2-150 X.
On retrouve cet équipement surtout sur les machines de vitesse affectées au service voyageur, un peu moins sur les machines pour trains de marchandises, et pas du tout sur les machines de manœuvres.
Certains tenders étaient également équipés d'écrans pare-fumée, afin de diminuer la gêne pour les premières voitures voyageurs.
Les locomotives-tenders furent également équipées d'écrans pare-fumée, celles-ci assurant le service voyageur, notamment des trains de banlieue.
Les premiers écrans pare-fumée sont apparus un peu avant 1930,.

## Galerie d'images

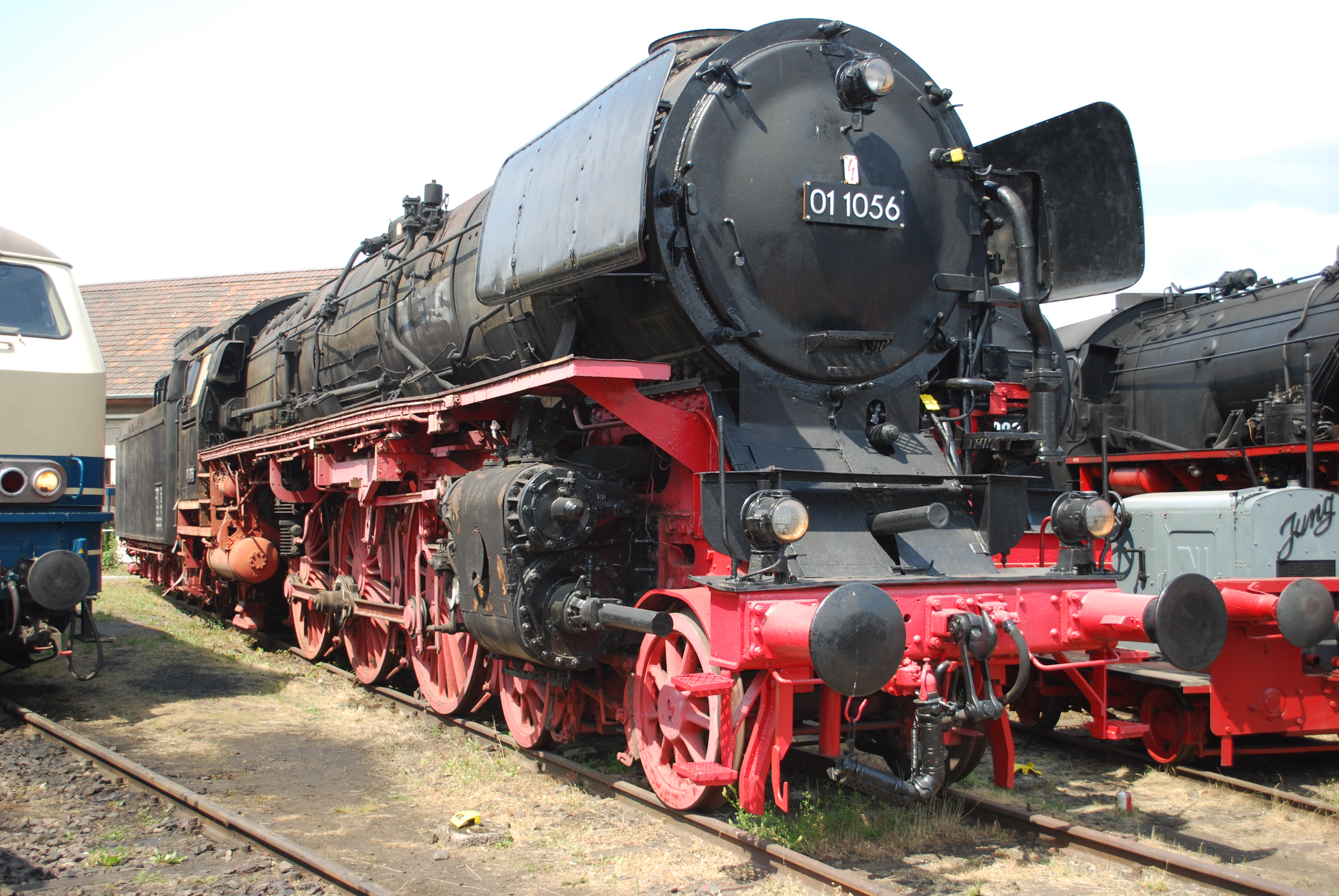
Écrans pare-fumée suspendus type « Witte » d’une Pacific allemande.
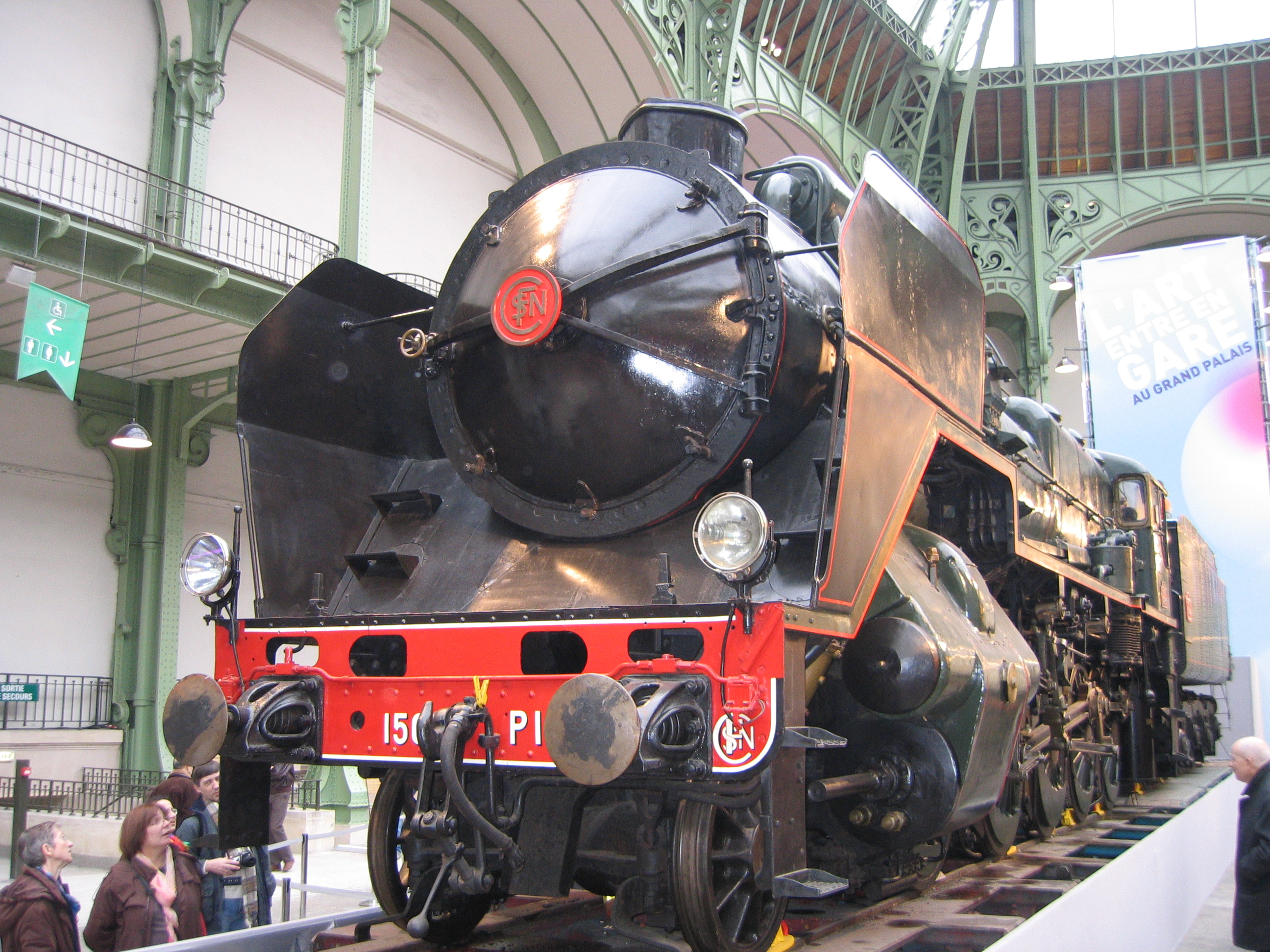
Écrans pare-fumée type « Nord » d'une 2-150 P de la SNCF.
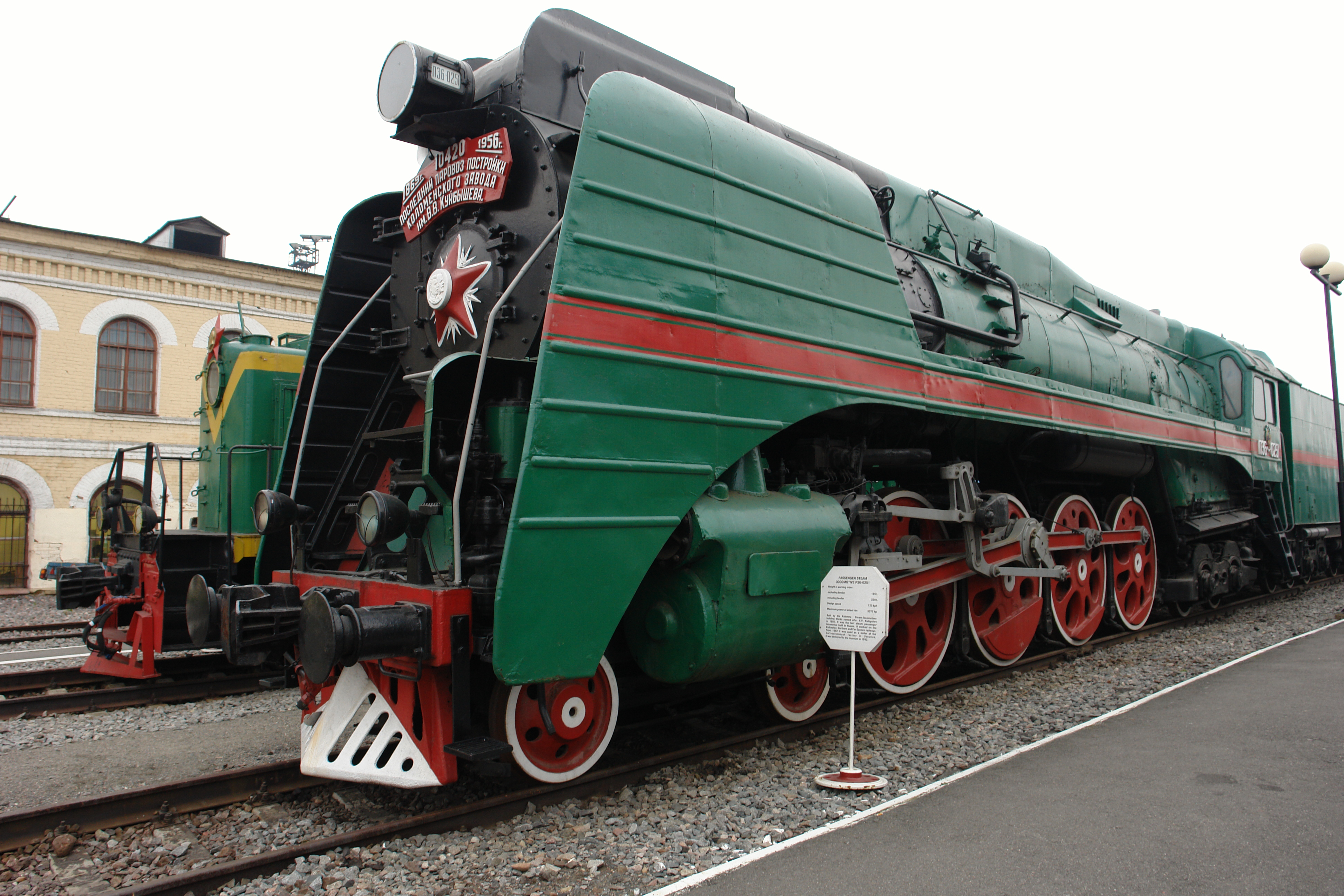
Écrans pare-fumée rigidifiés par des nervures d'une 242 russe.
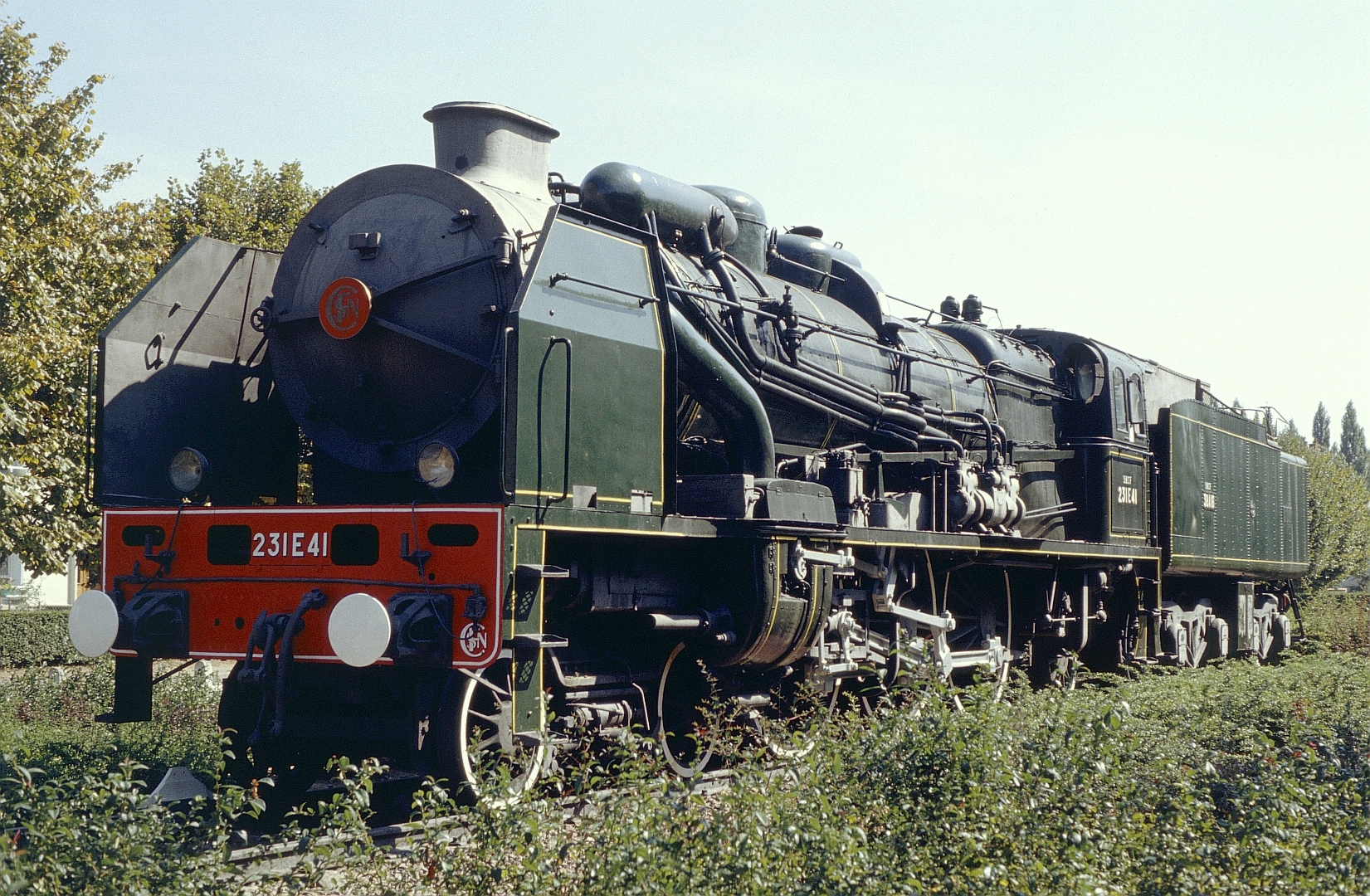
Écrans pare-fumée type « PO » à bordures renforcées par cornières, d'une 2-231 E de la SNCF.
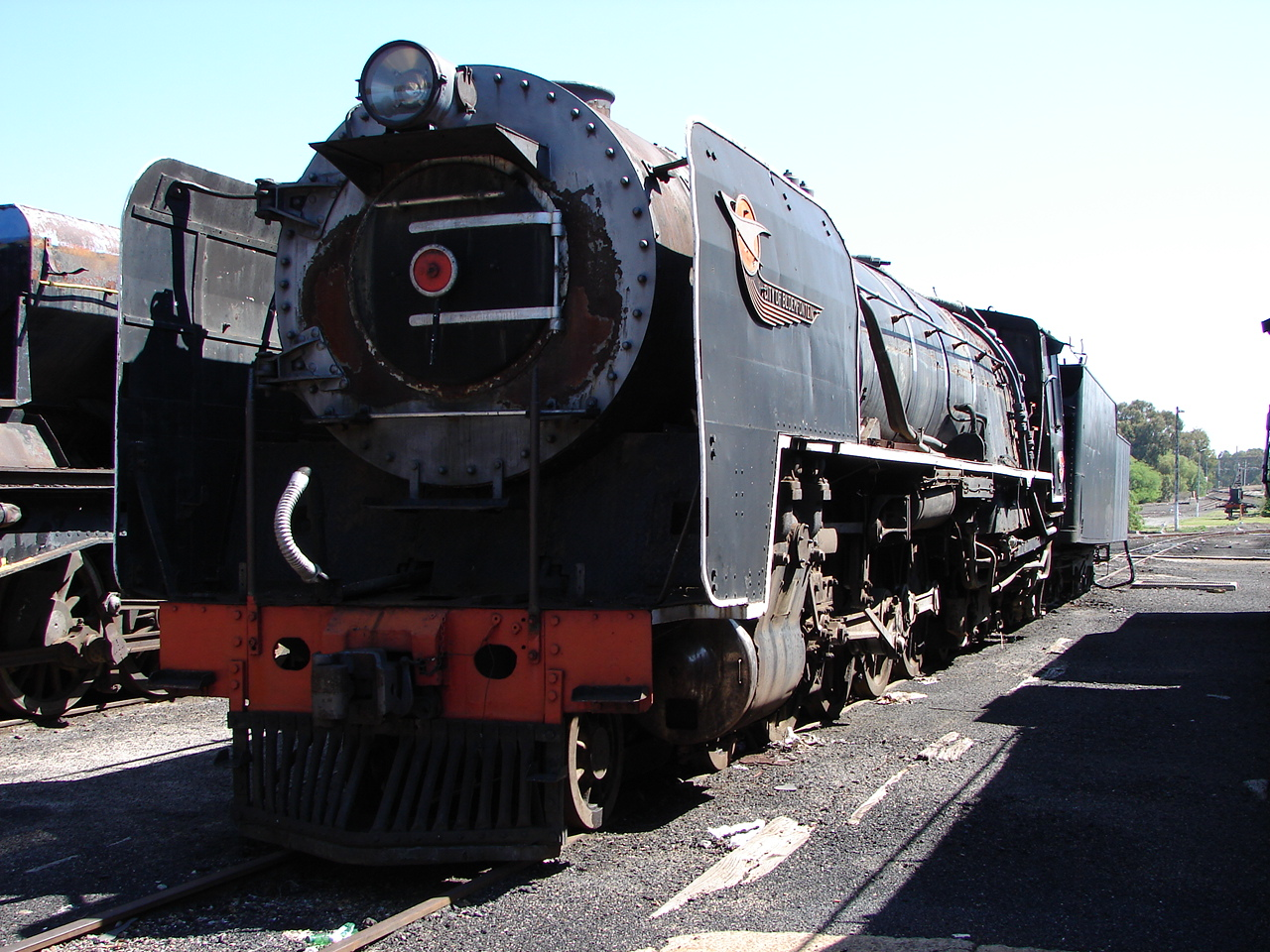
Écrans pare-fumée d’une 242 Sud-africaine.
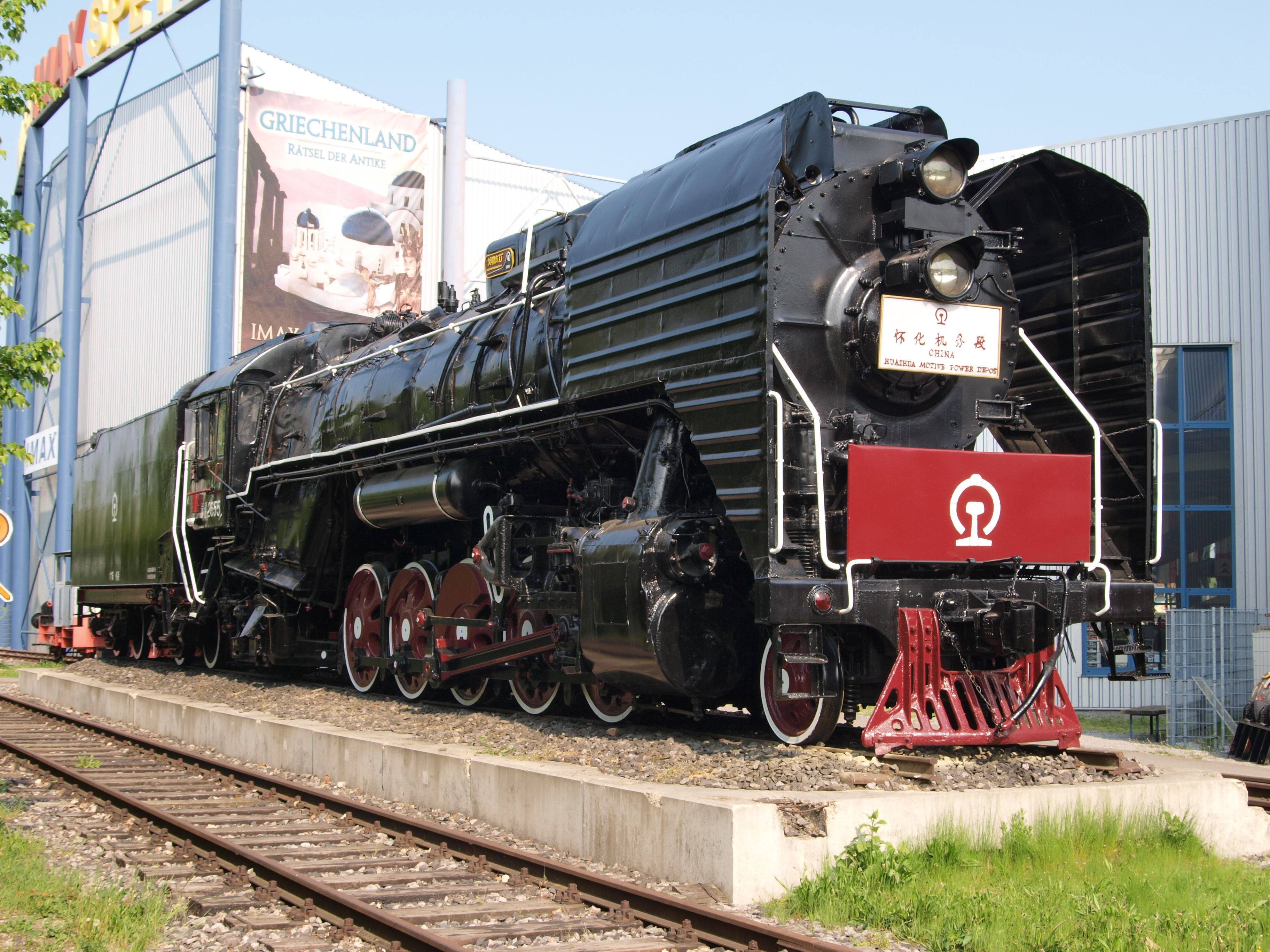
Écrans pare-fumée nervurés d'une 151 chinoise
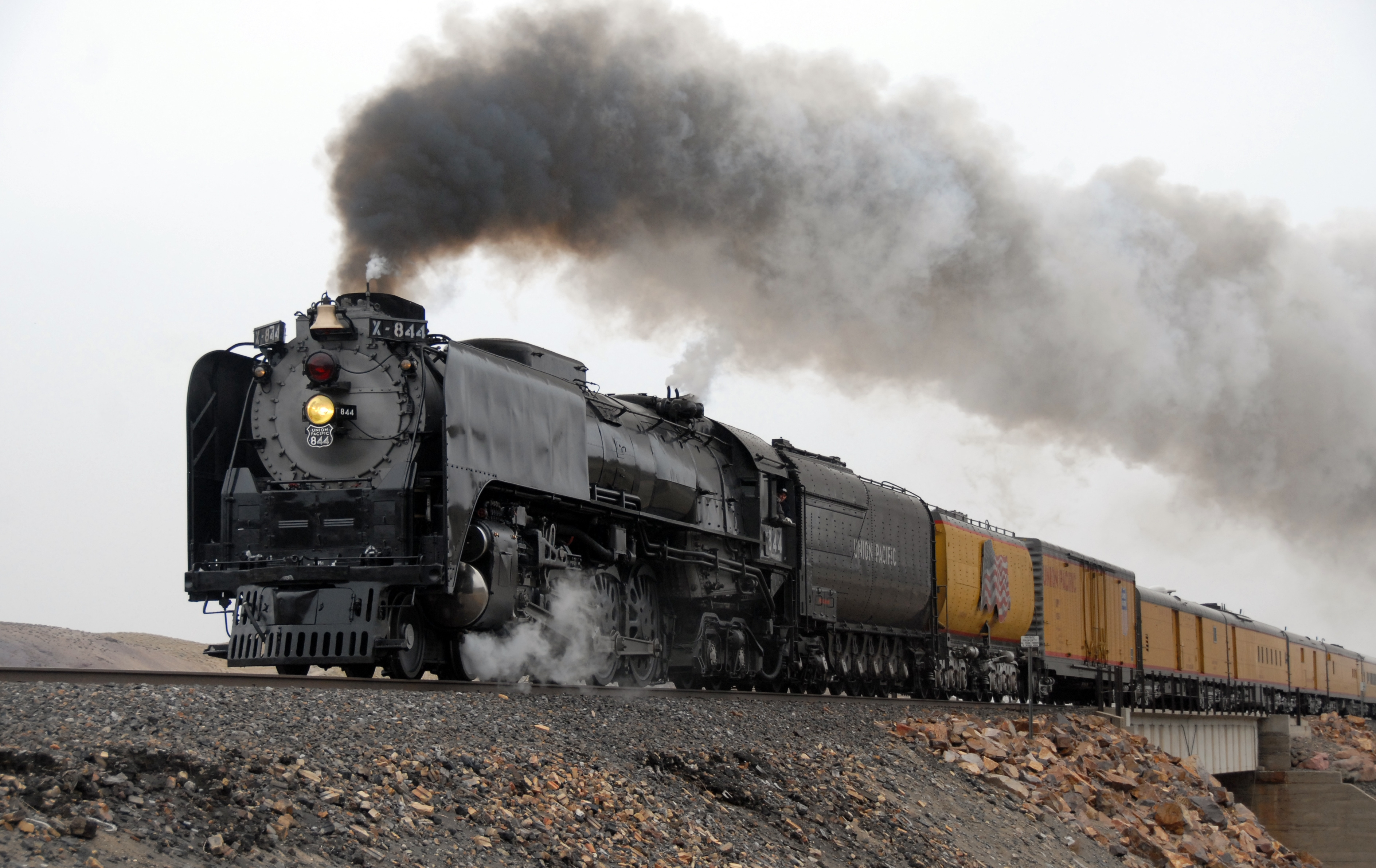
Écrans pare-fumée d'une 242 nord-américaine.
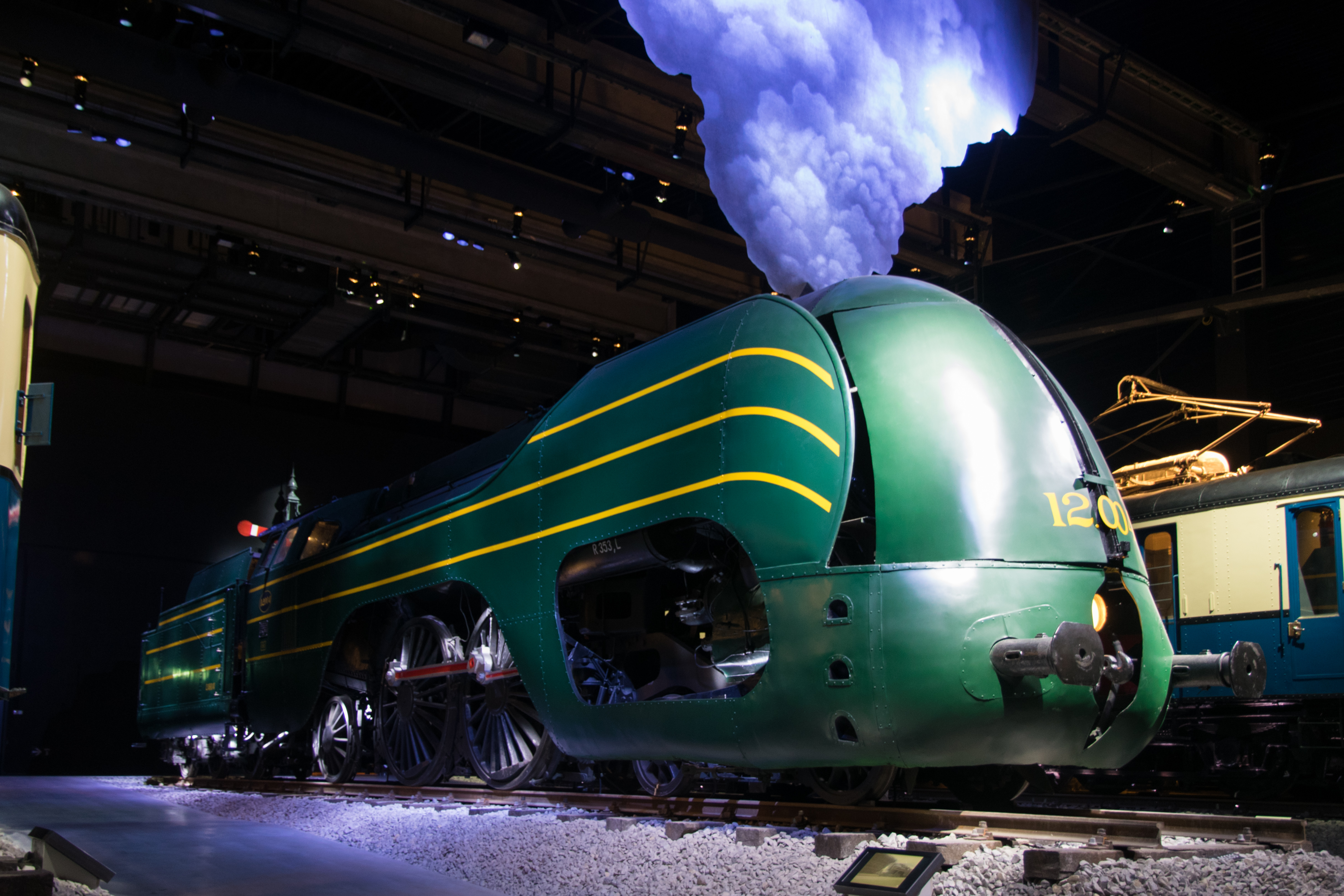
Le carénage des locomotives type 12 de la SNCB comporte de grands écrans pare-fumée.